# Marquard Schwarz
Marquard Schwarz (ur. 30 lipca 1887 w Saint Louis, zm. 17 lutego 1968 w Santa Monica) – amerykański pływak, medalista olimpijski Letnich Igrzysk 1904 w Saint Louis.
Razem z klubem Missouri Athletic Club zdobył brązowy medal olimpijski w sztafecie pływackiej na 4 × 50 jardów stylem dowolnym. Brał również udział w Olimpiadzie Letniej 1906, gdzie zajął 4. miejsce z drużyną w sztafecie 4 × 250 m stylem dowolnym oraz 7. miejsce na 100 metrów stylem dowolnym.